# C28H22
化学式C28H22（摩尔质量：358.47 g/mol）可以指：
- 1,1,4,4-四苯基丁二烯，CAS号：1450-63-1
- 1,2,3,4-四苯基丁二烯，CAS号：635-438-7
- 9,10-二(4-甲苯基)蒽，CAS号：43217-31-8
- 9,10-二苄基蒽，CAS号：3613-42-1

|  | 这个同类索引页列出了具有相同分子式的化学物（即同分異構體）条目。 除非您是有意链接至本页，否则应将相应条目的内部链接指向正确的条目。 |